# Сулюково
Сулюково — деревня в Сармановском районе Татарстана. Входит в состав Шарлиареминского сельского поселения.

## География
Находится в восточной части Татарстана на расстоянии приблизительно 22 км на север-северо-восток по прямой от районного центра села Сарманово у речки Мензеля.

## История
Основана не позднее 1731 года. До 1860-х годов жители учитывались как башкиры. В начале XX века упоминалось о наличии мечети и мектеба.
По сведениям переписи 1897 года, в деревне Сулюкова Мензелинского уезда Уфимской губернии жили 571 человек (286 мужчин и 285 женщин), все мусульмане.

## Население
Постоянных жителей было: в 1816 — 87 душ мужского пола, в 1834—265, в 1859—255, в 1870—640, в 1897—574, в 1920—780, в 1926—405, в 1938—610, в 1949—421, в 1958—303, в 1970—426, в 1979—391, в 1989—206, 226 в 2002 году (татары 100 %), 221 в 2010.

## Известные уроженцы, жители
Шахимардан Кашафетдин (башк. Шәһимәрҙән Кәшәфетдин; 1864—1920) — башкирский писатель-просветитель.

## Инфраструктура
Личное подсобное хозяйство с зоной сельскохозяйственного использования, индивидуальная застройка усадебного типа.
Основа экономики — сельское хозяйство.

## Транспорт
Проходит региональная автодорога 16К-1203.